# Famille FitzRoy
La famille FitzRoy est une famille de la noblesse britannique.

## Histoire
La famille FitzRoy est une famille de la noblesse britannique issue de Charles II, roi d'Angleterre et de Barbara Palmer, maîtresse du roi.
Le nom FitzRoy est nom signifiant « fils de roi », il s'agit donc d'un nom relevant d'une branche bâtarde.
La famille FitzRoy est donc issue de la Maison Stuart.

## Titres et armoiries

### Titres
- Duc de Cleveland (3 août 1670), par Charles II. 
  - 2 titres subsidiaires au précédent : Comte de Southampton, Baron de Limerick et Baron de Nonsuch. (3 août 1670)
- Duc de Southampton (10 septembre 1675), par Charles II.
  - 2 titres subsidiaires au précédent : Comte de Chichester et de Baron Newbury. (10 septembre 1675)
- Duc de Grafton (11 septembre 1675), par Charles II.
  - 3 titres subsidiaires au précédent : Comte d'Euston , Vicomte d'Ipswich et Baron de Sudbury. (11 septembre 1675)
- Duc de Northumberland (6 avril 1683) par Charles II.
  - 3 titres subsidiaires au précédent : Comte de Northumberland, Vicomte Falmouth et Baron de Pontefract. (1er octobre 1674)
- Vicomte Daventry (6 mai 1943), par George VI.
- Baron Southampton (17 septembre 1780), par George III.

### Armoiries
« Ecartelé : aux I et IV contre-écartelé d'azur à trois fleurs de lys d'or (de France) et de gueules à trois léopards d'or (d'Angleterre) ; au II d'or, au lion de gueules, au double trescheur fleuronné et contre-fleuronné du même (d'Ecosse) ; au III d'azur, à la harpe d'or, cordée d'argent (d'Irlande) ; au bâton d'azur componné d'argent de six pièces péri en barre. »